# Cârta
Cârta là một xã thuộc hạt Harghita, România. Dân số thời điểm năm 2002 là 5486 người.